# Francisco Rinaldi
Francesco Cotroneo (15 de noviembre de 1928, Bagnara, Italia - 3 de septiembre de 2012, Mar del Plata, Argentina), más conocido como Francisco Rinaldi en el ámbito teatral, fue un apasionado actor y director del teatro y la cultura. La puesta en escena de la obra teatral La ratonera (The Mousetrap) de la famosa autora inglesa Agatha Christie, lo llevó a un récord en América con sus 33 años ininterrumpidos de la obra en representación. En Inglaterra la puesta en escena es un récord mundial con más de 50 años. Entre sus varios premios y reconocimientos, su trayectoria fue declarada de Interés por la Provincia de Buenos Aires y declarado Ciudadano Ilustre por el Honorable Consejo Deliberante del Partido de General Pueyrredón de Mar del Plata.

## Biografía

### Primeros años y migración a Argentina
El 15 de noviembre de 1928 nacía Francesco Cotroneo en el pueblo de Bagnara, Reggio Calabria, Italia. Allí vivió los primeros años de su vida, junto con sus hermanos y padres.
A la edad de los 7 años Francesco tuvo que viajar solo junto con su hermano menor, en una travesía, que consistía en cruzar el Océano Atlántico en barco para arribar al puerto de Buenos Aires. Su familia migraba a la Argentina escapando de la Europa que pronto se convertiría en el escenario de la Segunda Guerra Mundial.
Se establecieron entonces en la Capital Federal, donde Francesco terminó la escuela primaria.

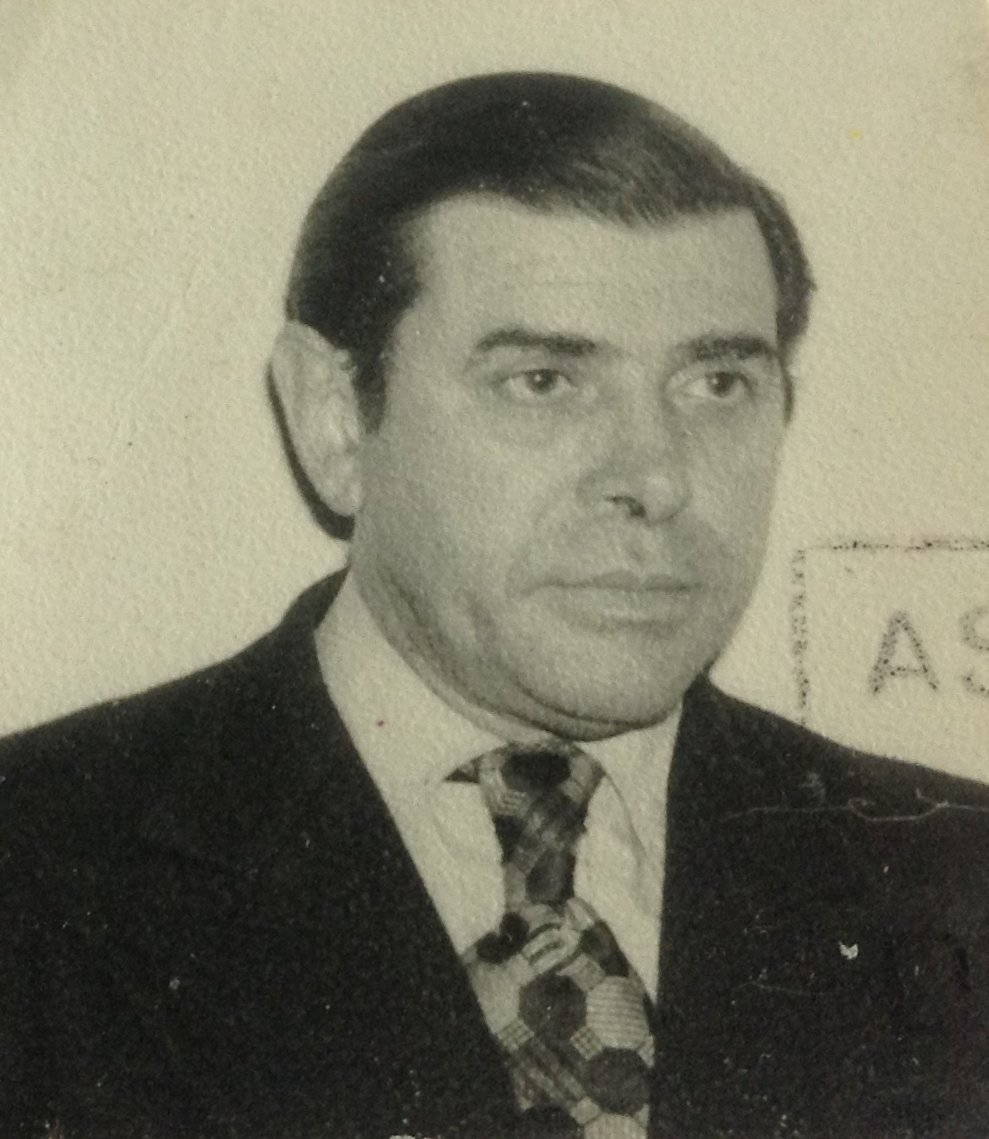
Francisco Rinaldi en los 90'.

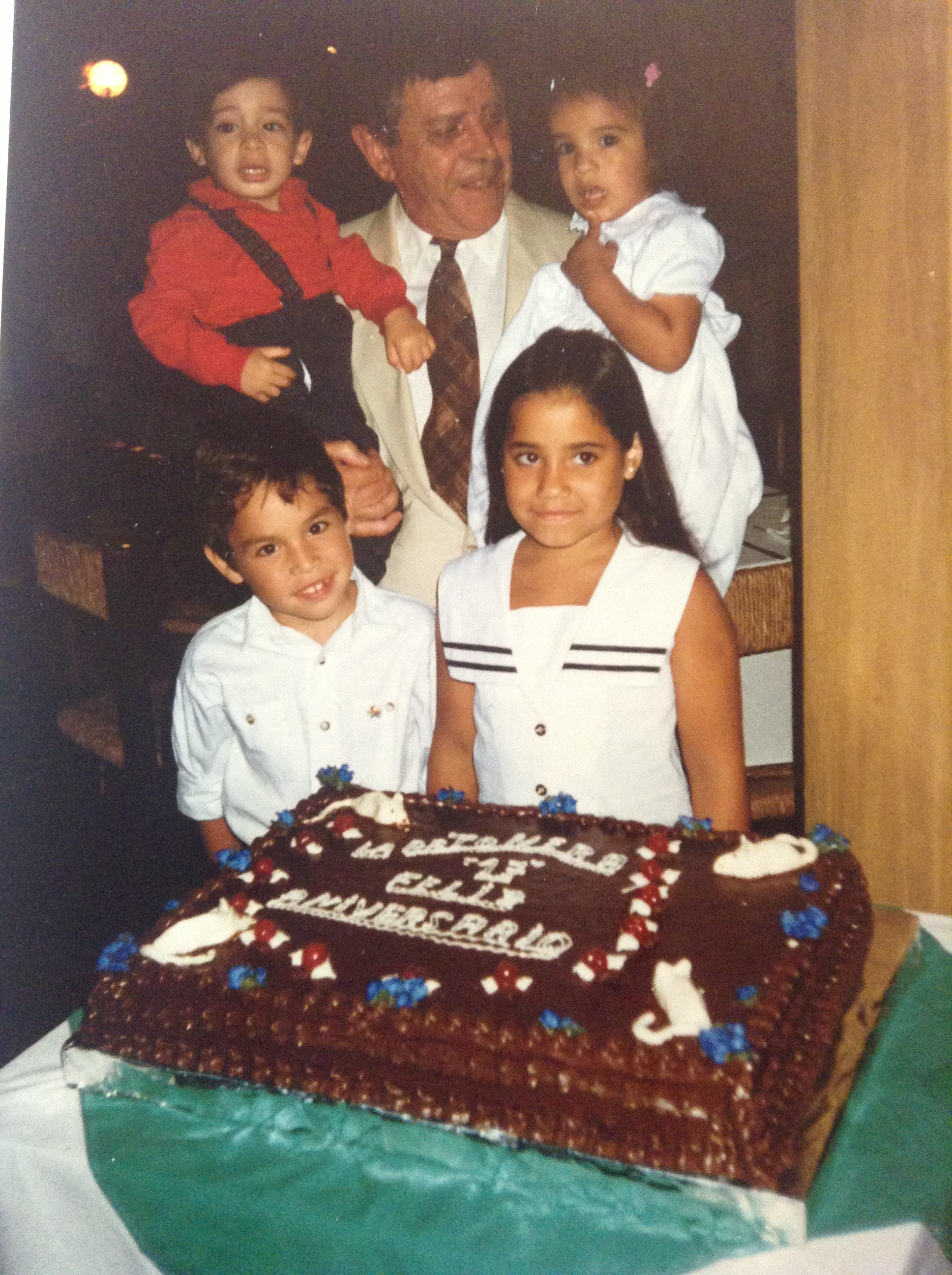
Festejando los 17 años initerrumpidos de la obra teatral La Ratonera, en Mar del Plata, Argentina, junto con sus 4 nietos: Sol, Fede, Guada y Fran.

### Muerte
Unos pocos años atrás se le había diagnosticado osteoporosis en la rodilla izquierda, lo que no le impedía salir a la calle todos los días. De hecho, ni el viento, ni el frío, ni la lluvia parecían detener a este hombre que no podía quedarse encerrado en su casa. "Antes de estar encerrado prefiero estar muerto" comentaba cada vez que salía a pesar del clima. La mañana del 3 de septiembre de 2012, Francisco Rinaldi despertó con dolor en sus pulmones debido a una neumonía. A pesar de sus intentos por salir a la calle y recorrer el centro de la ciudad como acostumbraba temprano todas las mañanas, se vio obligado a ir al hospital debido a su complicación para respirar. Al llegar, los médicos se vieron obligados a internarlo: la neumonía había avanzado demasiado, tomando por completo uno de sus pulmones y su riñón funcionaba en una quinta parte. En una descompensación repentina es intervenido de urgencia, logrando revivirlo de un paro cardiorrespiratorio. En unas pocas horas Francisco sufrió otro paro cardiorrespiratorio debido a un débil corazón cansado de latir luchando contra un pulmón completamente infectado, que puso fin a su vida.
Francisco Rinaldi dejó de existir ese día a las 3 de la tarde, acompañado por su familia en un hospital de la ciudad de Mar del Plata en Argentina.
A su funeral concurrieron muchos familiares y amigos del ambiente teatral y cultural, su muerte repercutió en todos los medios locales.

## Premios y distinciones
- Mención especial Estrella de Mar - 1990
- Lobo de Mar (1990)
- Estrella de Plata (1987)
- El Ángel Dorado, El Atelier
- Plaqueta A.C.A (1987)
- Premio Ondina (1986)
- Personaje de la ciudad y Premio a la trayectoria (Grupo Río Ceballos - Provincia de Córdoba)
- Trayectoria Declarada de Interés Municipal (1994)
- Diploma de Honor del Senado de la Nación (1995)
- Premio Podestá (1995)
- Plaqueta Comunidad Parroquia San Carlos
- Plaqueta Círculo Calabrés Marplatense

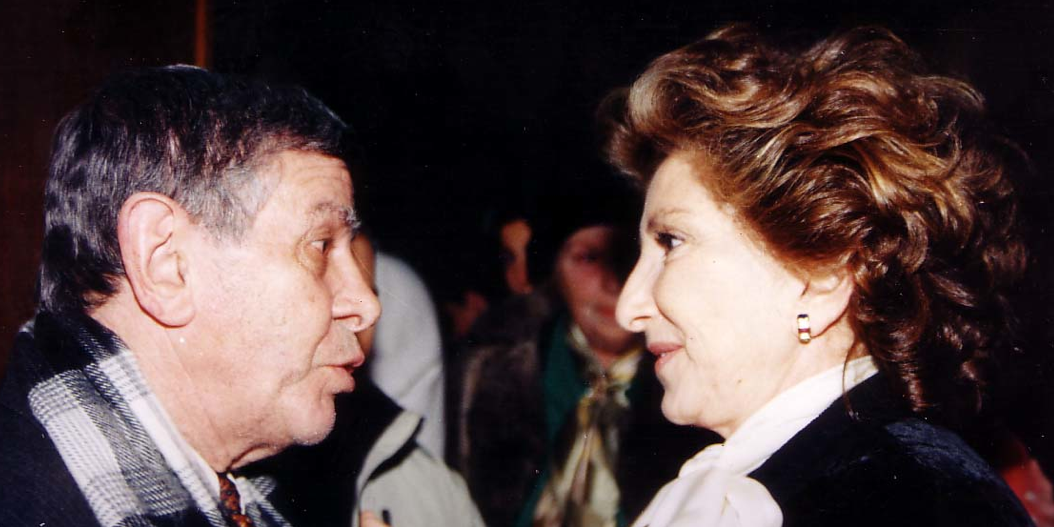
Con Norma Aleandro en 1998.

- Mención Especial Timón de Oro Club de Leones (1998)
- Orden del Zorzal
- Ola de Oro Ferimar (2000)
- Plaqueta del Obispado de Mar del Plata (1999)
- Esculturas "Rumbos en el Mar" Rotary Club Norte (1999)
- Plaqueta Intendencia de Unquillo, Provincia de Córdoba
- Trofeo Institución "La Maquinita" (1999)
- Faro de Oro (2000)
- Bandeja Rotary Club Oeste
- Distinción "La Manzana" de Deportea (2000)[7]
- Trayectoria Declarada de Interés Provincial (Res. 11111/99)
- Declarado Huésped de Honor en la ciudad de La Plata, por decreto del Intendente Dr. Julio Alak (2000)
- Declarado Ciudadano Ilustre, por Honorable Consejo Deliberante del Partido de General Pueyrredón H.J.C.D N° 1037 del 22/02/01
- Embajador turístico al mérito, abril 2001/mayo 2001
- Agasajado y Distinguido en Italia, Roma, Ciudad del Vaticano por el Secretario de Estado, Monseñor Leonardo Sandri
- Medalla y Diploma Islas Canarias
- Diploma Casa D'Italia
- Delfín de Cristal
- 30 años declarado de Interés Municipal
- Distinción Residentes Latinoamericanos